# Pseudoglomeris glomeris
Pseudoglomeris glomeris är en kackerlacksart som först beskrevs av Henri Saussure 1863.  Pseudoglomeris glomeris ingår i släktet Pseudoglomeris och familjen jättekackerlackor. Inga underarter finns listade i Catalogue of Life.